# База (Гранада)
База (шп. Baza) град је у Шпанији у аутономној заједници Андалузија у покрајини Гранада. Према процени из 2017. у граду је живело 20 656 становника.

## Становништво
Према процени, у граду је 2017. живело 20 656 становника.
| 2017.  |
| ------ |
| 20.656 |